# هاريت (تكساس)
هاريت (بالإنجليزية: Harriett)‏ هي مجتمع غير مدمج في شمال شرق مقاطعة توم غرين في ولاية تكساس الأمريكية. وهي جزء من منطقة سان أنجيلو، تكساس العمرانية الإحصائية. وتقع بجوار الطريق الأمريكي السريع رقم 67.